# ویلبرت رابینسون
ویلبرت رابینسون (انگلیسی: Wilbert Robinson; ۲۹ ژوئن ۱۸۶۴ – ۸ اوت ۱۹۳۴) بازیکن بیس‌بال اهل ایالات متحده آمریکا بود که کچر، مربی و مدیر آمریکایی در لیگ برتر بیسبال آمریکا (MLB) بود. او در MLB برای فیلادلفیا اتلتیک، بالتیمور اوریولز و سنت لوئیس کاردینالز بازی کرد. او اوریولز و بروکلین رابینز را مدیریت کرد. نام رابینسون در سال ۱۹۴۵ در تالار مشاهیر و موزه ملی بیسبال ثبت شد.

## زندگی دوران حرفه‌ای
رابینسون که در بولتون، ماساچوست متولد شد، در سال ۱۸۸۵ یک کچر در لیگ نیوانگلند بود و در سال ۱۸۸۶ با انجمن فیلادلفیا آتلاتیک، یک انجمن آمریکایی به لیگ‌های اصلی راه یافت.